# 扬·胡德茨
扬·胡德茨（捷克語：Jan Hudec，1981年8月19日—），捷克、加拿大男子高山滑雪运动员。他曾代表加拿大、捷克参加2010年、2014年和2018年冬季奥林匹克运动会高山滑雪比赛，其中2014年冬季奥运会获得一枚铜牌。